# Pásztor Árpád
Pásztor Árpád, született Pikler Árpád (Ungvár, 1877. április 12. – Budapest, 1940. október 26.) magyar író, újságíró, riporter, műfordító.
A Magyarország, a Budapesti Napló és az Az Est munkatársa volt. Riportjaiban a világ számos országából tudósította a lapokat.

## Élete
Pikler Lipót és Singer Jozefa gyermekeként született zsidó családban. Nevét 1912-ben magyarosította Pásztorra. A Szentkirályi utca 22-ben lakott a magyar riportirodalom egyik megteremtője. Pályája elején szocialista volt, ő írta az első magyar verset Leninről 1917-ben, ám 1920-ban a Tanácsköztársaságot bíráló regényt írt. Több verskötete, regénye és – tengeren túli útjairól beszámoló – útleírása jelent meg. Számos színművet és operettszöveget írt és fordított. 1944-ben származása miatt indexre került. A regénybeli nagy Pásztort Molnár Ferenc róla mintázta. Atletizált és kiváló futó volt. Csergő Hugó említi, hogy Pikler és Neumann (Molnár) együtt longamétáztak a Fa téren (ma: Boráros János / Boráros tér)
„A Muzi” című regényében örökítette meg gyermekkori élményeit.

### Magánélete
Házastársa dr. Freund Mária (1888–1951) volt, akivel 1912. május 16-án Budapesten, a Józsefvárosban kötött házasságot. 1919 májusában kikeresztelkedtek a református hitre. Gyermekeik: Pásztor Enikő (1916–1984), férjezett Sárdy Károlyné és Pásztor Lilla (1920–1945).

### Könyvei
- Jézus; Singer-Wolfner, Budapest, 1899
- Niobe. Énekes játék egy amerikai bohózat után; zene Stoll Károly, szöveg Pásztor Árpád; Lampel, Budapest, 1902 (Fővárosi színházak műsora)
- Versek. 1899-1902; Lampel, Budapest, 1902
- ifj. Ábrányi Emilː A ködkirály. Fantasztikus opera; szöveg Pásztor Árpád; Operaház, Budapest, 1903
- Új versek. 1903-1907; A Nap, Budapest, 1907
- Tengeren, tengeren túl; Grill, Budapest, 1909 (Magyar írók arany könyvtára)
- Nagy Endre–Pásztor Árpád–Tábori Kornélː Humor a politikában. Karcolat; Korvin, Budapest, 191? (Vidám könyvtár)
- Pásztor Árpád–Szomaházy István–Tábori Kornél: Pesti krónika; A Nap Ny., Budapest, 1910 (Vidám könyvtár)
- Pásztor Árpád–Szomaházy István–Tábori Kornél: Turfhumor. 47 víg eset; Nap Ny., Budapest, 1911 (Vidám könyvtár)
- Budapesttől a Föld körül Budapestig; Nyugat, Bp., 1911
- Bródy Miksa–Pásztor Árpád–Szomaházy István: Lipótváros. Kis történet; A Nap, Budapest, 1913 (Vidám könyvtár)
- Savitri vagy A hitvesi hűség diadala. Költemény 1 felvonásban; Rózsavölgyi, Budapest, 1913
- A lányom. Vígjáték; Rózsavölgyi, Budapest, 1913
- Pásztor Árpád–Szini Gyula–Szomaházy István: Ravasz alakok. Humoros apróság; Nap, Budapest, 1914 (Vidám könyvtár)
- Pásztor Árpád–Szini Gyula–Szomaházy István: Szerelem, házasság. Víg apróság; Nap, Budapest, 1914 (Vidám könyvtár)
- Vengerkák. Regény; Dick, Budapest, 1915
- Találkozásom Poe A. Edgarral. Költemények, tanulmányok; Dick, Budapest, 1916
- Regényalakok; Dick, Budapest, 1916
- Góth Sándor–Pásztor Árpád: Vengerkák. Színmű; Dick, Budapest, 1917
- Őszi szántás; Dick, Budapest, 1918
- Princesz. Történet egy babagyárból; Athenaeum, Budapest, 1919
- Kelemenék. Kis regény 1919-ből; Athenaeum, Budapest, 1920
- Pintér Mari Amerikába megy. Kisregény; s.n., New York, 1921
- New York. Regény; Dick, Budapest, 1922
- A színésznő férje. Regény; Dick, Budapest, 1923
- Magnetic. Színjáték; Marton, Budapest, 1924 (Marton Sándor színpadi kiadóvállalat könyvtára)
- Amerika Kanadától Panamáig; Világirodalom, Budapest, 1924 (A hat világrész. Utazások és fölfedezések)
- Walt Whitman (Budapest, 1922)
- Tolsztoj tragédiája (Budapest, 1925)[9]
- Gina és Rozamunda (Vajda János életregénye, Budapest, 1927)
- A Muzi (regény, 1930). MEK; teljes szöveg
- Végzetes kör (regény, Budapest, 1931).

„Ti azt hiszitek, hogy a Múzeumkert egy vasráccsal körülkerített kert, amelynek határa délről a Múzeum-körút, északról az Esterházy-utca [ma: Pollack Mihály tér], kelet felől a Múzeum-utca és nyugatnak a Főherceg Sándor-utca [ma: Bródy Sándor utca], – de mi, akik nem 1930-ban, hanem 1887 körül voltunk tízévesek, nagyon jól tudjuk, hogy a Múzeumkert nem egy vasráccsal körülkerített kert, hanem az egész világ, amelynek határa mindenfelől a végtelenség.”

– A Muzi

Pásztor Árpád Molnár Ferenc regényének, A Pál utcai fiúknak egyik ihletője volt. A Muzi c. könyv szintén ifjúsági regény (alcíme: „A múzeumkerti fiúk”).

## Műfordításai
| Edgar Allan Poe művei - A fekete macska - A kút és az inga - A Maelström poklában - A Morgue utcai kettős gyilkosság - A Vörös Halál álarca - Az aranybogár - Az áruló szív - Az ellopott levél - Az ovális arckép - Az Usher-ház pusztulása - Beszélgetés egy múmiával - Egy hordó Amontillado - Metzengerstein | Walt Whitman művei - A városi hullaház - Egy asszony vár rám - Egy elbukott európai forradalmárhoz - Győzelmi dal a legyőzötteknek - Hallottalak: ünnepi, édes hangja az orgonának - Ti betörők a törvény előtt - Ős ösztönök |